# Buraevo
Buraevo (in russo Бураево?; in baschiro Борай) è un villaggio della Russia europea orientale, situato nella Repubblica autonoma della Baschiria; appartiene al rajon Buraevskij, del quale è il centro amministrativo.
Il villaggio si trova 150 km a nord-ovest di Ufa, nel bacino del fiume Bystryj Tanyp (affluente della Belaja).